# Central (Kenia)
Central (Swahili: Kati, zu Deutsch Zentral) war eine Provinz Kenias. Ihre Hauptstadt war Nyeri.
Wie der Name nahelegt, lag die Provinz im Zentrum des Landes, nördlich der Hauptstadt Nairobi. Die Temperaturen waren aufgrund der Höhenlage tiefer als in anderen Landesteilen. Central war ein bedeutendes Kaffeeanbaugebiet.
Central hatte etwa 4.145.000 Einwohner. Wichtige Bevölkerungsgruppen waren Bantu wie die Kikuyu, Embu und Meru.
In der Zeit der britischen Kolonialherrschaft in Kenia wurde das Gebiet von Central als White Highlands betrachtet und von weißen Siedlern besiedelt. Dies stieß auf den Widerstand der einheimischen schwarzen Bevölkerung, die ihre Landrechte verletzt sah. So wurde die Provinz zum Zentrum des Mau-Mau-Aufstandes in den 1950er Jahren.
Im Rahmen der Verfassung von 2010 wurden die kenianischen Provinzen aufgelöst. Auf dem Gebiet der Provinz Central befinden sich heute die Countys Kiambu, Kirinyaga, Murang’a, Nyandarua und Nyeri.

## Verwaltungsgliederung
Central war in sieben Distrikte eingeteilt:
| Distrikt  | Hauptstadt                  |
| --------- | --------------------------- |
| Kiambu    | Kiambu                      |
| Kirinyaga | Kerugoya                    |
| Maragua   | Maragua                     |
| Murang’a  | Murang’a                    |
| Nyandarua | Ol Kalou (früher Nyahururu) |
| Nyeri     | Nyeri                       |
| Thika     | Thika                       |